# Laureana del Santísimo Sacramento
Laureana del Santísimo Sacramento (Madrid, ? - Salamanca, 31 de desembre de 1673) va ser una religiosa agustina recol·lecta.
Va ser filla d'una família noble. Els seus pares la van posar al servei d'una infanta, però encara en la infància va quedar òrfena. En agraïment als serveis prestats, la infanta va procurar la seva entrada al Reial Convent de Santa Isabel, de religioses agustines de Madrid, instal·lada a l'habitació de donzelles, on es va criar i educar.
Posteriorment va passar a servir a Juana Portocarrero, marquesa d'Aguilar. En aquesta casa es dedicà a labors de costura, si bé tenia el desig d'esdevenir d'entrar en un convent com a religiosa. Mentre va estar al servei de la marquesa va seguir una vida pietosa cristiana exemplar, a les ordres del sacerdot de la casa. En saber la marquesa del seu zel religiós, va encarregar-la tenir cura dels seus exercicis espirituals.
A la mort de la marquesa, i malgrat tenir ja 38 anys, va sol·licitar l'ingrés al convent de Salamanca, on es va descobrir el seu gran talent en totes les tasques que se li assignaven, i va ser exemple de virtut, especialment de caritat envers les altres germanes i els més pobres. Amb tot, l'etapa de noviciat va ser més llarga de l'habitual, perquè hi havia dubtes sobre la seva idoneïtat a causa del mal estat en que es trobava en aquell moment. Amb tot, un cop restituïda, les mares del convent van acceptar la seva professió. Va ser molt devota de la Mare de Déu, raó per la qual al llarg de l'any realitzava exercicis espirituals en la revetlla de les seves festivitats.
Els darrers anys de la seva vida va tenir cataractes i tot i que va ser curada inicialment, eventualment va quedar-se cega, un fet que no va fer que deixés de treballar, sinó que va continuar fins i tot cosint la roba de la comunitat. El 28 de desembre de 1673 va ser víctima d'una nova malaltia, que li va provocar la mort tres dies després.